# Bedford MWD

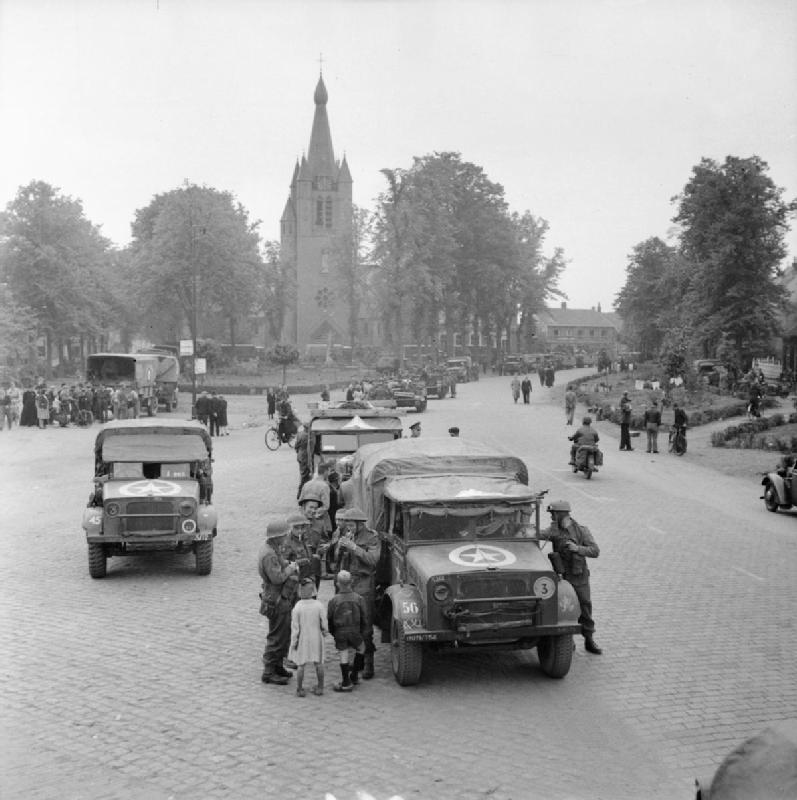
Bedford MWD (1944)

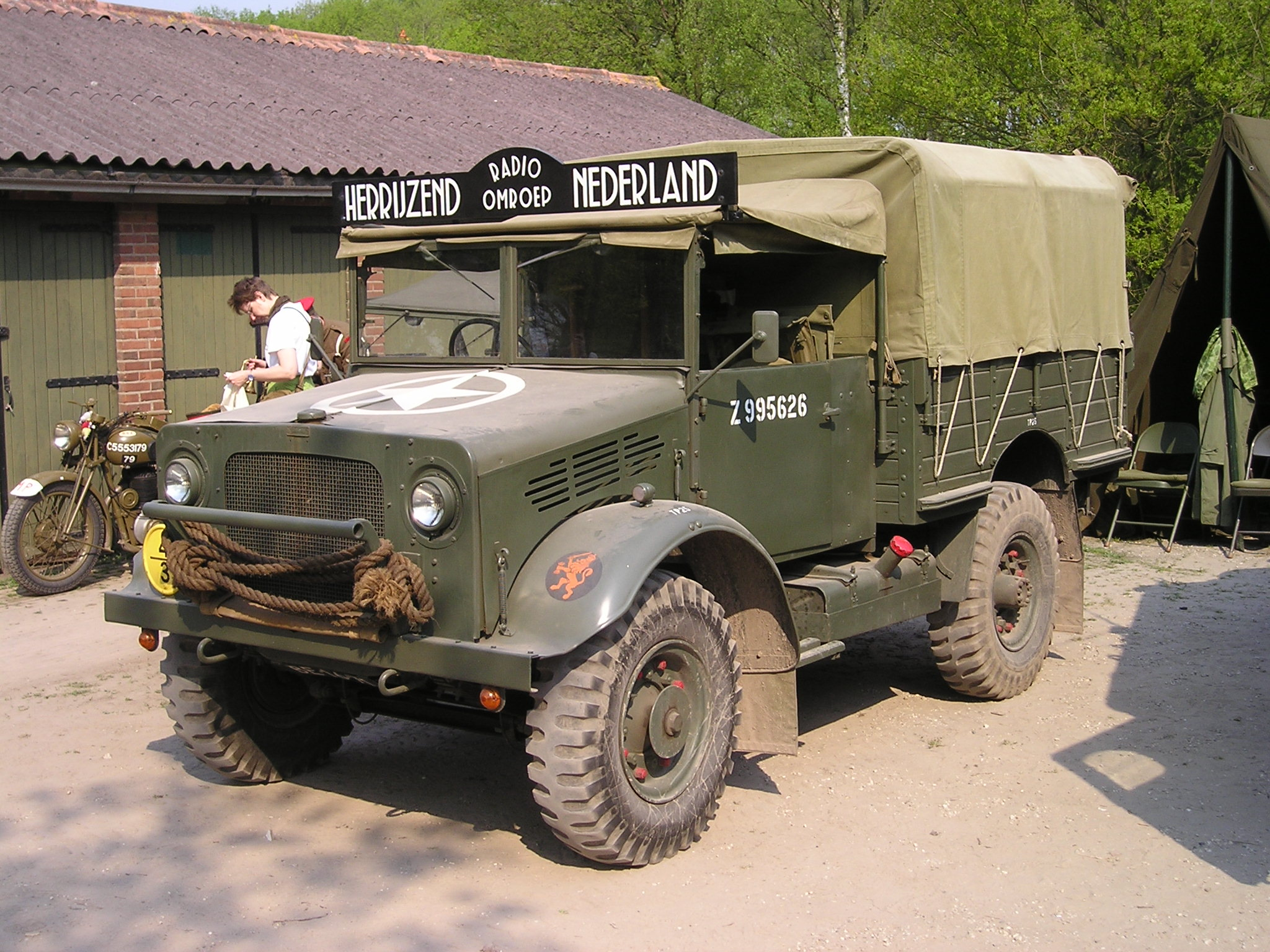
Bedford MWD (2006)

Nel 1939 il numero dei veicoli dell'esercito britannico ammontava a circa 15.000, decisamente molti per una forza armata relativamente piccola (11 divisioni) come esso era. Nel 1945 erano diventati 230.000, e una parte di questo era dovuto anche al contributo del Truck, 15 cwt, 4x2, Bedford MWD costruito dalla Bedford Vehicles.
Questa sigla rappresenta il veicolo standard da 750 kg di capacità dell'Esercito del Regno Unito, originato da una specifica del 1935, che portò due anni dopo alla realizzazione di una macchina che dopo altre modifiche, venne ordinata nel 1939 in un primo lotto di 2000 mezzi, i primi 50 dei quali erano piattaforme per cannoni da 40 mm controcarri. Dopo 6 anni si era arrivati a ben 250.000 mezzi, rimasti in servizio fino ai tardi anni cinquanta. Essi erano robusti e affidabili, con ruote di grande diametro, cofano della stessa larghezza della carrozzeria, serbatoio sulla destra, un abitacolo inizialmente aperto e poi sostituito con uno a cabina chiusa, ma con capote in tela e finestrini in perspex.